# Sechseckraster

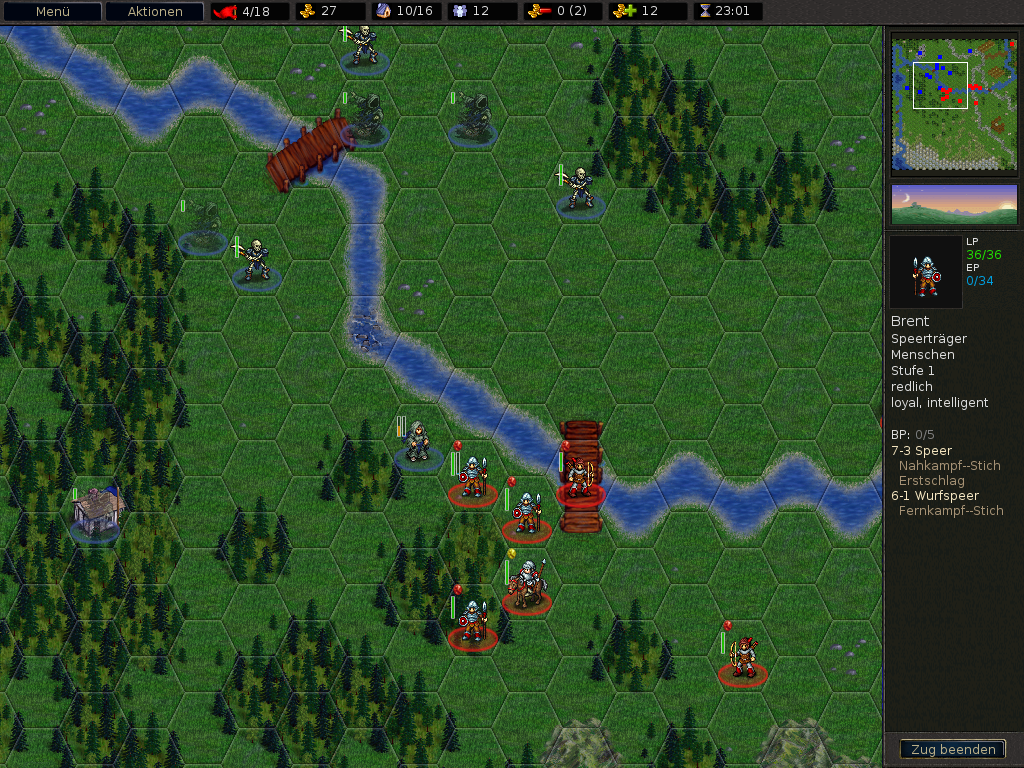
Beispiel eines Computerspiels mit Hexraster-Karte: Battle for Wesnoth

Als Sechseckraster oder Sechseckgitter wird bei Spielen ein Spielplan bezeichnet, der aus Feldern in Form von gleichseitigen Sechsecken (Hexagonen) besteht. Umgangssprachlich wird es oft Hexfeld, Hexraster oder Hexplan genannt, ein einzelnes Feld kurz Hex.
Spielpläne, die auf Sechseckrastern basieren, werden oft bei Pen-&-Paper-Rollenspielen, bei Konfliktsimulationsspielen und bei Computer-Strategiespielen verwendet. Erstmals findet sich ein solcher Spielplan 1961 bei der zweiten Auflage des Strategiespiels Gettysburg des US-amerikanischen Herstellers Avalon Hill. Auch bei anderen Brettspielen gibt es Spielpläne mit sechseckigen Feldern (z. B. Die Siedler von Catan, Hexagonales Schach und Hex), aber hier wird der Begriff seltener verwendet.
Bei Brettspielen und Papier-Karten besteht das Sechseckraster normalerweise aus regulären Sechsecken. Insbesondere bei Computerspielen finden sich aber auch längliche, hochkant gestreckte Sechsecke, damit aufrechte Spielfiguren besser dargestellt werden.

## Vor- und Nachteile gegenüber einer quadratischen Rasterung
Der Hauptvorteil gegenüber einer rechtwinkligen Rasterung („Schachbrettmuster“) ist, dass es in einem Sechseckraster einfacher ist, Entfernungen anhand der Felder abzuzählen. Dies ist oft wichtig für die Bewegung von Spielfiguren oder für die Feststellung der Reichweite von Fernkampfwaffen. Das Auszählen der Hex-Felder der kürzesten Route zwischen zwei beliebigen Feldern liefert immer eine recht gute Näherung der wahren Entfernung. Der Fehler beträgt maximal 15,5 %, was meistens problemlos akzeptiert werden kann. Bei quadratischen Rastern haben zwei sich nur an den Ecken berührende Felder den {\displaystyle {\sqrt {2}}} -fachen Abstand zweier direkt benachbarter Felder. Das führt beim einfachen Abzählen der Felder zu einem Fehler von bis zu 41,4 %. In einem Hexraster hat ein Feld nur Nachbarfelder, die über Kanten miteinander verbunden sind, aber keine, die ausschließlich über Ecken miteinander verbunden sind. Dadurch sind meistens auch einfachere Regeln zur Bewegung von Spielfiguren möglich.

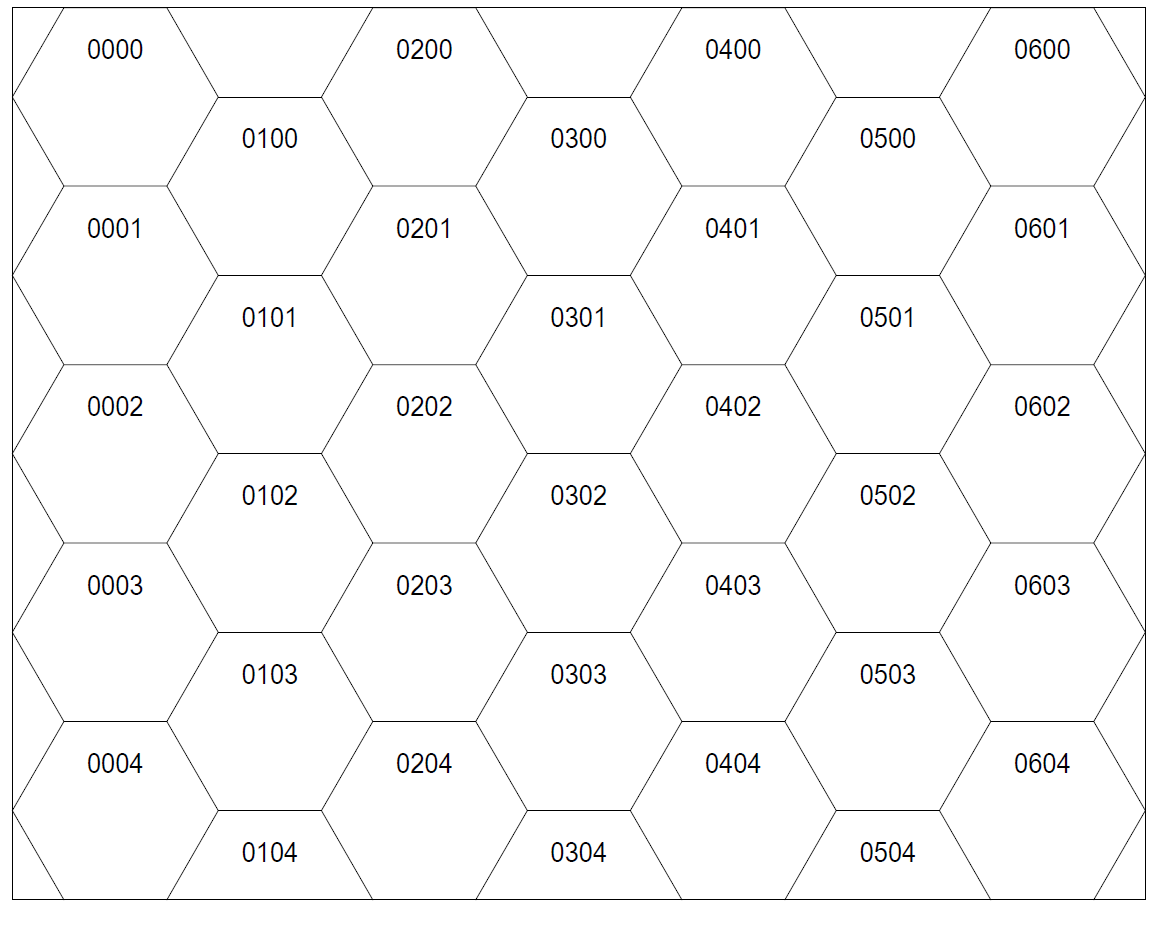
Beispiel eines Sechseckrasters mit Nummerierung der einzelnen Felder

Diesen Vorteilen stehen im Wesentlichen zwei Nachteile gegenüber. Bei einigen Spielen ist es nötig, die Koordinaten jedes Spielfeldes anzugeben. Dies ist bei quadratischer Rasterung einfach und intuitiv durch Angabe einer „Zeile“ und einer „Spalte“ möglich (zum Beispiel in der Schachnotation). Auch bei einem Sechseckraster reicht zwar die Angabe von zwei Koordinaten zur Beschreibung eines Feldes aus. Die Zuordnung bzw. das Wiederfinden eines Feldes ist aber nicht ganz so einfach, da die beiden gedachten Koordinatenachsen entweder im ungewohnten Winkel von 60° zueinander stehen oder die Felder bei einer gewohnten rechtwinkligen Anordnung der Achsen in eine Richtung eine Schlangenlinie beschreiben. Die Koordinaten eines Feldes werden darum oft direkt in das Feld hinein geschrieben. (Siehe auch: Sechseckkonstruktion bei gegebenem Umkreis und Sechseckkonstruktion bei gegebener Seitenlänge)
Der zweite Nachteil ist, dass die auf den Karten und Spielplänen gezeigten Strukturen selbst oft rechteckig sind. Dies gilt zum Beispiel für die Darstellung von Gebäuden, bei deren Überlagerung mit einem hexagonalen Raster zwangsläufig viele Felder angeschnitten werden. Die Regeln müssen daher auch den Umgang mit solchen Teilfeldern regeln. Einige Konfliktsimulationsspiele (zum Beispiel Cry Havoc) versuchen dieses Problem zu umgehen, indem sie die Grundrisse der Gebäude an das sechseckige Raster anpassen. Dies führt jedoch meistens zu sehr ungewöhnlichen und unecht wirkenden Strukturen.

## Weitere Beispiele für Spiele mit Sechseckrastern
Brettspiele:
- Dampfross: strategisches Brett- und Zeichenspiel
- Die Siedler von Catan: Gesellschaftsspiel
- GURPS: Universelles Rollenspiel (Bodenpläne im Hexraster)
- Traveller: Science-Fiction Rollenspiel (Sternkarten und Landkarten im Hexraster)
- BattleTech: Tabletop-Spiel
- Demonworld: Tabletop-Spiel
- Dorfromantik: Gesellschaftsspiel

Computer-Strategiespiele:
- Age of Wonders
- Battle for Wesnoth
- Battle Isle
- Die Siedler I, II, III und IV
- Civilization V, VI und Beyond Earth
- Heroes of Might and Magic
- Panzer General

Computer-Rollenspiel:
- Das Schwarze Auge: Blackguards